# Harry Thompson
Harry Thompson (Londra, 6 febbraio 1960 – 7 novembre 2005) è stato uno scrittore, produttore televisivo e commediografo inglese.

## Biografia

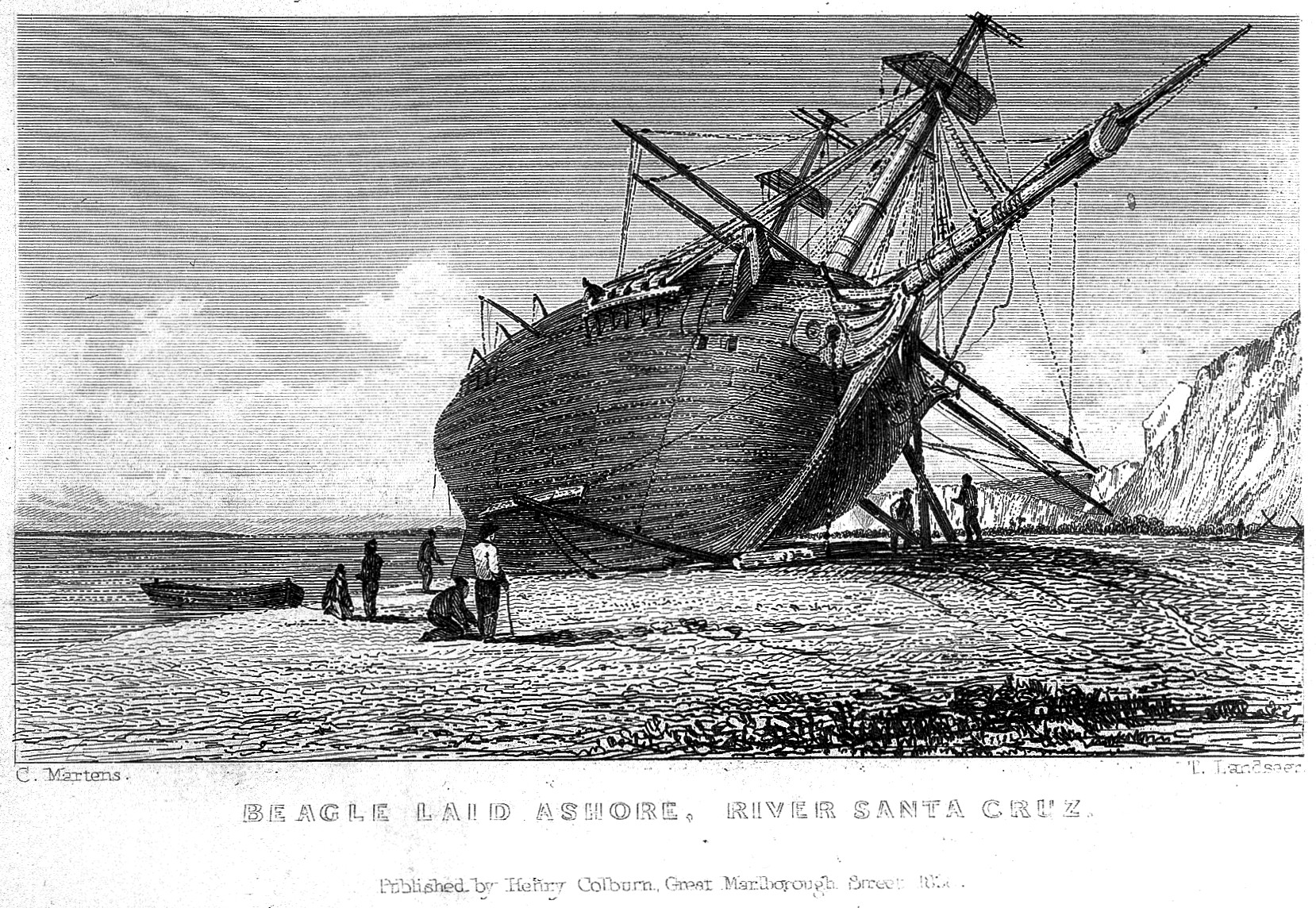
Illustrazione di Robert FitzRoy della HMS Beagle tirata a secco, presso il fiume Santa Cruz (Argentina)

Nato a Londra, Thompson frequentò la Highgate School ed il Brasenose College della Università di Oxford prima di essere assunto dalla BBC come stagista nel 1981. Si concentrò subito sulla commedia, lavorando come ricercatore per il programma televisivo Not the Nine O'Clock News e per la commedia radiofonica della BBC Radio intitolata The Mary Whitehouse Experience. Promosso al livello di produttore, Thompson produsse gli show radiofonici  The News Quiz e Lenin of the Rovers.  La casa produttrice britannica Hat Trick Productions in seguito lo ingaggiò per produrre un adattamento televisivo di The News Quiz, intitolato Have I Got News For You, successo commerciale e di critica che Thompson produsse per cinque anni prima di dirigersi verso altri progetti.
Biografo e romanziere, Thompson ha scritto cinque libri: le biografie di Hergé con le sue Le avventure di Tintin, di Peter Cook e di Richard Ingrams; il suo unico romanzo, This Thing of Darkness (Questa creatura delle tenebre) – scritto storico e drammatico del viaggio della nave HMS Beagle con Charles Darwin e Robert FitzRoy – candidato al Booker Prize del 2005; la semi-autobiografia Penguins Stopped Play.
Thompson fu diagnosticato come affetto da cancro polmonare nell'aprile 2005 e curato in un ospedale di Londra; il lunedì 7 novembre 2005 sposò Lisa Whadcock, una sua fan che gli aveva scritto una lettera elogiativa del suo cartoon satirico Monkey Dust, e morì nel pomeriggio di quel giorno.

## Opere
- Tintin: Hergé and his Creation, Hodder and Stoughton, 1991. ISBN 978-0-340-52393-3
- Richard Ingrams: Lord of the Gnomes, William Heinemann, 1994. ISBN 978-0434778287
- Peter Cook: A Biography, Hodder and Stoughton, 1997. ISBN	978-0340649688
- This Thing of Darkness, Headline Review, 2005. ISBN 978-0755302802
  - Questa creatura delle tenebre, BEAT, ISBN 978-8865593370
- Penguins Stopped Play: Eleven Village Cricketers Take on the World, John Murray, 2006. ISBN 978-0719563454